# Streptopus streptopoides
Streptopus streptopoides là một loài thực vật có hoa trong họ Măng tây. Loài này được (Ledeb.) Frye & Rigg miêu tả khoa học đầu tiên năm 1912.

## Hình ảnh

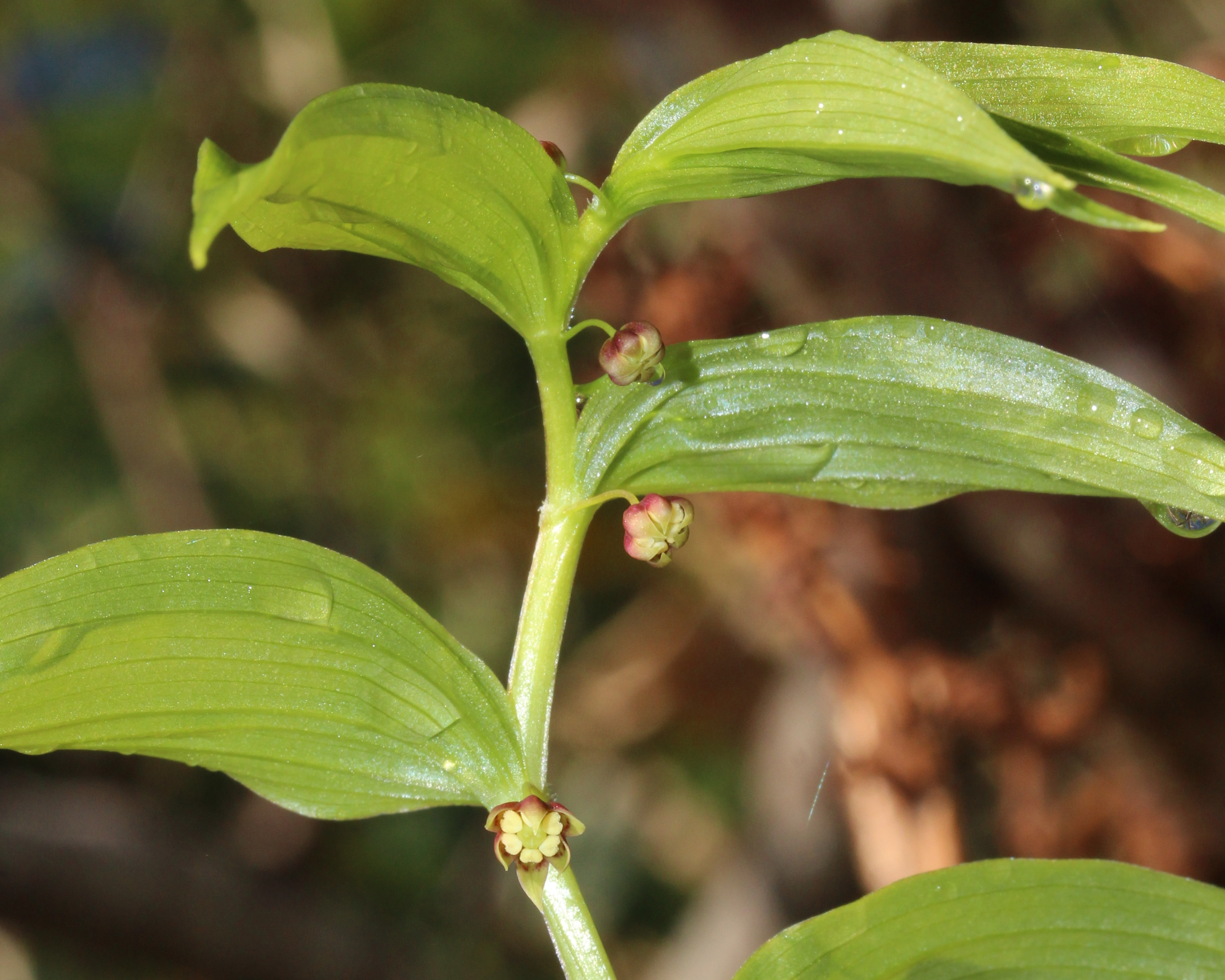
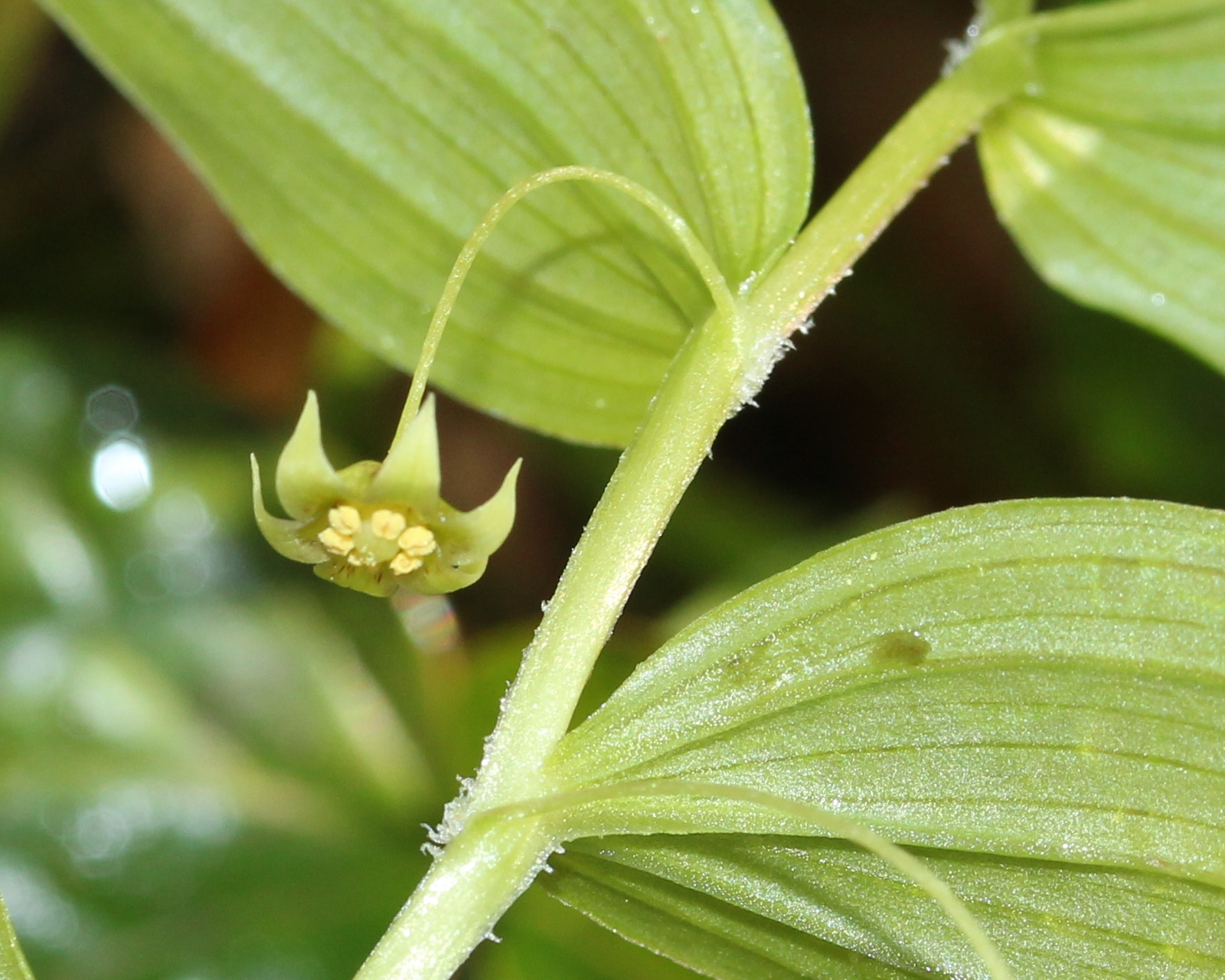
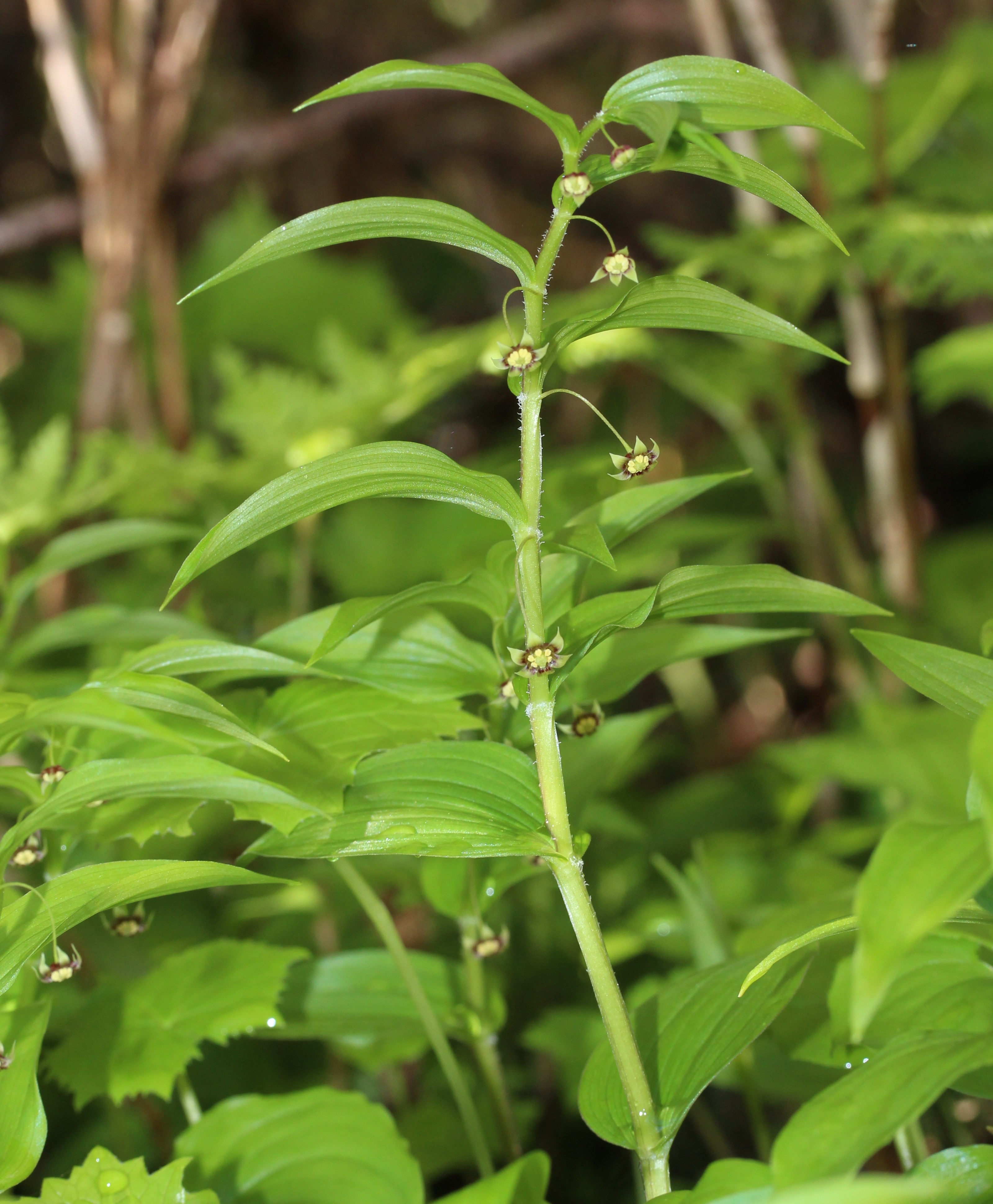
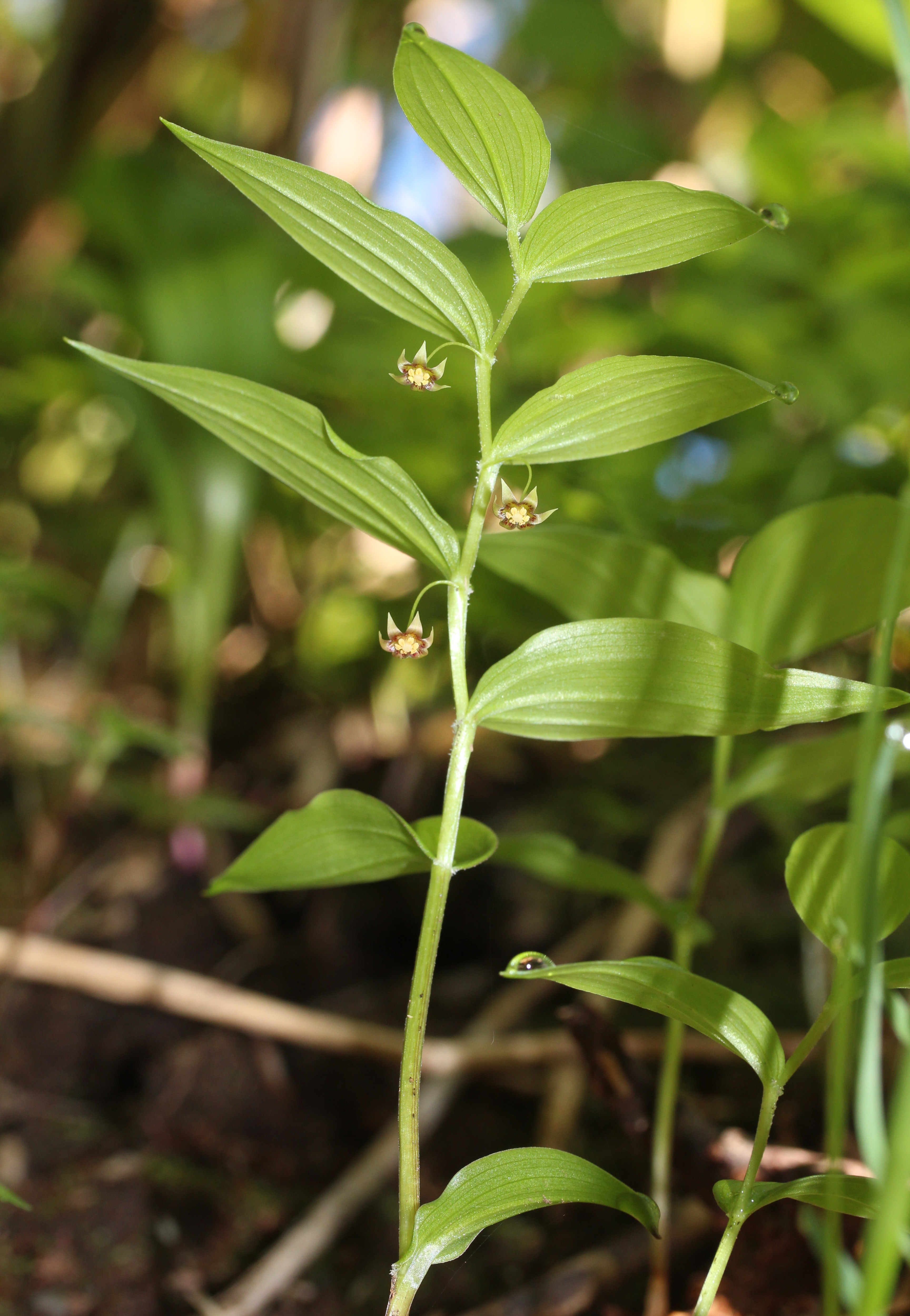